# 三重県道506号鈴鹿港線
三重県道506号鈴鹿港線（みえけんどう506ごう すずかこうせん）は、三重県鈴鹿市を通る一般県道である。

## 概要
鈴鹿市下箕田町から鈴鹿市一ノ宮町に至る。
一ノ宮町交差点（国道23号交点）から一ノ宮町西交差点までの区間は、片側1車線の道路だが、その他区間は、対面通行の道路である。
起点・終点において、「起点・鈴鹿港」「終点・国道23号交点」と表記する書物等が存在する。一ノ宮町西交差点から一ノ宮町交差点内は、この書物等では、県道では無い。しかし、実際には、この区間内に県道標識が2箇所あり、市販されている地図は、上記の区間が該当区間と記されている。

### 路線データ
- 起点：鈴鹿市下箕田町（鈴鹿漁港）
- 終点：鈴鹿市一ノ宮町（一ノ宮町西交差点、三重県道103号四日市鈴鹿線交点）
- 総延長：3,594 m

## 路線状況

### 重複区間
- 三重県道6号四日市楠鈴鹿線（四日市市長太栄町5丁目 - 四日市市長太旭町4丁目・長太旭町四丁目交差点）

## 地理

### 通過する自治体
- 鈴鹿市

### 交差する道路
| 交差する道路                           | 交差する場所  | 交差する場所            |
| -------------------------------------- | ------------- | ----------------------- |
| 三重県道6号四日市楠鈴鹿線 重複区間起点 | 長太栄町5丁目 |                         |
| 三重県道6号四日市楠鈴鹿線 重複区間終点 | 長太旭町4丁目 | 長太旭町四丁目交差点    |
| 国道23号                               | 一ノ宮町      | 一ノ宮町交差点          |
| 三重県道103号四日市鈴鹿線              | 一ノ宮町      | 一ノ宮町西交差点 / 終点 |

### 交差する鉄道
- 近鉄名古屋線
- 伊勢鉄道伊勢線

### 沿線
- 鈴鹿漁港
- 近鉄名古屋線 長太ノ浦駅
- 鈴鹿市立一ノ宮小学校